# Williams FW27
La Williams FW27 è una monoposto di Formula 1, costruita dalla scuderia britannica Williams per partecipare al Campionato mondiale di Formula 1 2005. Afflitta da crescenti difficoltà economiche, la scuderia inglese non poteva contare su un grande organico di progettisti e si decise di progettare la monoposto seguendo soprattutto i risultati dei computer sui calcoli fluidodinamici. Ne nacque quindi una vettura con poche nuove idee e venne considerata la meno originale della stagione 2005. Fu l'ultima Williams motorizzata dalla BMW.

## Presentazione
La vettura venne presentata il 31 gennaio 2005 presso il circuito di Valencia. In tale occasione, venne annunciato che al fianco di Mark Webber avrebbe corso Nick Heidfeld, preferito al collaudatore Antônio Pizzonia. Il brasiliano, tuttavia, sostituì il tedesco negli appuntamenti conclusivi della stagione.

### Livrea e sponsor
La livrea si mantiene inalterata rispetto alla stagione precedente.

## Sviluppo
La FW27 risultò essere una vettura tradizionale, che mirava ad eliminare tutte le originali iniziative prese negli anni precedenti, limitandosi ad applicare i nuovi regolamenti nella maniera più semplice. La parte anteriore presentava un musetto alto; lo stesso alettone presentava nella parte centrale una forma di cucchiaio. Le fiancate ripresero la linea di quelle introdotte al Gran Premio di Cina dell'anno precedente e risultavano molto più ridotte. Fu poi abbassata la presa di alimentazione del motore e vennero installate alcune pinne dietro al roll bar. Il cambio venne rinnovato (tornando curiosamente ad utilizzare un cambio a 6 rapporti) mentre il motore mantenne inalterate le proprie caratteristiche.

### Aerodinamica
Le forme della FW27 non sono particolarmente accattivanti o ricercate com'è avvenuto per alcune delle altre principali concorrenti come Renault e Mclaren. La monoposto presenta linee piuttosto semplici e pulite: solo il musetto, molto alto, arcuato e sottile, e l'ala anteriore, sinuosa con la porzione centrale a cucchiaio molto pronunciato, sono in linea con le tendenze progettuali delle concorrenti. 
Abbandonata la doppia chiglia, che aveva creato dei grattacapi sia ai piloti sia agli ingegneri nel 2004, la FW27 ritorna ad avere un telaio convenzionale. Il sistema di deflettori ricalca a grandi linee gli ultimi sviluppi introdotti già nella passata stagione.
Anche le pance laterali sono la conseguente evoluzione delle innovazioni introdotte la stagione precedente, con un generale rimpicciolimento delle masse ma senza le scelte estreme viste su altre monoposto. Anche la Williams ha potuto ridurre considerevolmente gli ingombri nella parte posteriore grazie un accurato studio degli sfoghi d'aria, costituiti da camini di generosi dimensioni, che ha permesso anche di non avere alcun altro tipo di griglia nelle fiancate e di ridurre al minimo le carenature degli scarichi del motore.
Le fiancate non risultano perciò estremizzate e le linee pulite si caratterizzano anche per delle pinne tagliate, che non proseguono più a carenare la zona tra le ruote posteriori. Il profilo aggiuntivo sopra il cambio è sorretto infatti da apposite estensioni delle paratie dell'alettone posteriore.
Curiosa, nell'anno di introduzione dell'uso di un motore per due gare, la riduzione della presa d'aria nel roll-bar che è stata sollevata il più possibile per beneficiare dell'aria più pulita e migliorare nel contempo i flussi nella zona del roll-bar che presenta inoltre un doppio sistema di alette.
Le paratie dell'ala posteriore, sostenendo anche il profilo aggiuntivo sopra il cambio, presentano inoltre le tipiche nervature incurvate di scuola Toyota e solo un piccolo scasso posteriormente.

## Carriera agonistica

### Test
Nel corso della sessione di test dal 10 al 15 gennaio a Jerez, che vide impegnate Toyota, Renault, McLaren, Williams, Ferrari e Red Bull, nelle prime tre giornate di prove i parziali migliori vennero ottenuti proprio da Mark Webber e Nick Heidfeld, mentre il giovedì i tempi più veloci furono fatti registrare dai piloti McLaren e da Zonta. Alla quinta giornata, poi, Alexander Wurz fece registrare il miglior tempo definitivo.

### Stagione 2005
La stagione segnò un ulteriore calo rispetto alla stagione precedente. Se nella prima parte del campionato la monoposto fu talvolta in grado di lottare per le prime posizioni, con una pole position colta da Heidfeld e un doppio podio a Monaco, la vettura subì poi il sorpasso da parte delle monoposto rivali, chiudendo al quinto posto nel campionato costruttori (il peggior piazzamento dal 1999).

## Risultati F1
| Anno | Team                 | Motore                   | Gomme | Piloti   |     |     |     |   |    |   |     |     |    |    |    |    |   |     |    |    |     |     |    | Punti | Pos. |
| ---- | -------------------- | ------------------------ | ----- | -------- | --- | --- | --- | - | -- | - | --- | --- | -- | -- | -- | -- | - | --- | -- | -- | --- | --- | -- | ----- | ---- |
| 2005 | BMW Williams F1 Team | BMW P84/5 2.998L 90º V10 | M     | Webber   | 5   | Rit | 6   | 7 | 6  | 3 | Rit | 5   | NP | 12 | 11 | NC | 7 | Rit | 14 | 4  | NC  | 4   | 7  | 66    | 5º   |
| 2005 | BMW Williams F1 Team | BMW P84/5 2.998L 90º V10 | M     | Heidfeld | Rit | 3   | Rit | 6 | 10 | 2 | 2   | Rit | NP | 14 | 12 | 11 | 6 | Rit | SP |    |     |     |    | 66    | 5º   |
| 2005 | BMW Williams F1 Team | BMW P84/5 2.998L 90º V10 | M     | Pizzonia |     |     |     |   |    |   |     |     |    |    |    |    |   |     | 7  | 15 | Rit | Rit | 13 | 66    | 5º   |

| Legenda | 1º posto     | 2º posto | 3º posto    | A punti         | Senza punti/Non class.  | Grassetto – Pole position Corsivo – Giro più veloce |
| Legenda | Squalificato | Ritirato | Non partito | Non qualificato | Solo prove/Terzo pilota | Grassetto – Pole position Corsivo – Giro più veloce |